# Pèdasa
Pedasa o Pedasum (en llatí Pedasa o Pedasum, en grec antic Πήδασα) era una antiga ciutat de Cària al districte de Pedasis on els perses van patir una gran derrota durant la revolta de Jònia, segons Heròdot.
Era considerada la capital dels leleges, fins que sota Alexandre el Gran la ciutat va ser privada de la seva independència i incorporada a Halicarnàs junt amb cinc ciutats veïnes, en un procés anomenat sinecisme. En temps d'Estrabó la ciutat havia desaparegut i quedava només el nom de la regió, que s'anomenava Pedasis (Πηδασίς). Heròdot assigna a Pedasa una porció del territori de Milet, i sembla que la ciutat havia d'estar situada entre Milet, Halicarnàs i Estratonicea, però la situació exacta no s'ha pogut fixar amb certesa.